# Kundi (Comicfigur)
Kundi ist eine Comicfigur, die lange Zeit das Maskottchen des Deutschen Hygiene-Museums in Dresden war.

## Geschichte
Die Figur wurde gegen Ende der 1950er-Jahre von Richard Hambach geschaffen. In kindgerechter Weise wurden durch Kundi in Zeitungen, DEFA-Trickfilmen, Bildbändchen und diversen Werbeartikeln Generationen von Kindern in der DDR individuelle Hygieneempfehlungen vermittelt. Auch in der illustrierten Frauenzeitschrift Für Dich trat Kundi in Comicstrips auf. Kundi besaß ein Telefon, einen Kontrollmonitor sowie ein Zauberfernrohr, mit dem er in die Zimmer der Kinder schauen konnte, um so Hygienemängel zu entdecken.
Anfang der 1990er-Jahre trennte sich das Hygiene-Museum Dresden von der Figur Kundi, da man hinsichtlich der genannten Überwachungsmethoden negative Assoziationen mit Praktiken der Stasi befürchtete.